# Santa Veronica

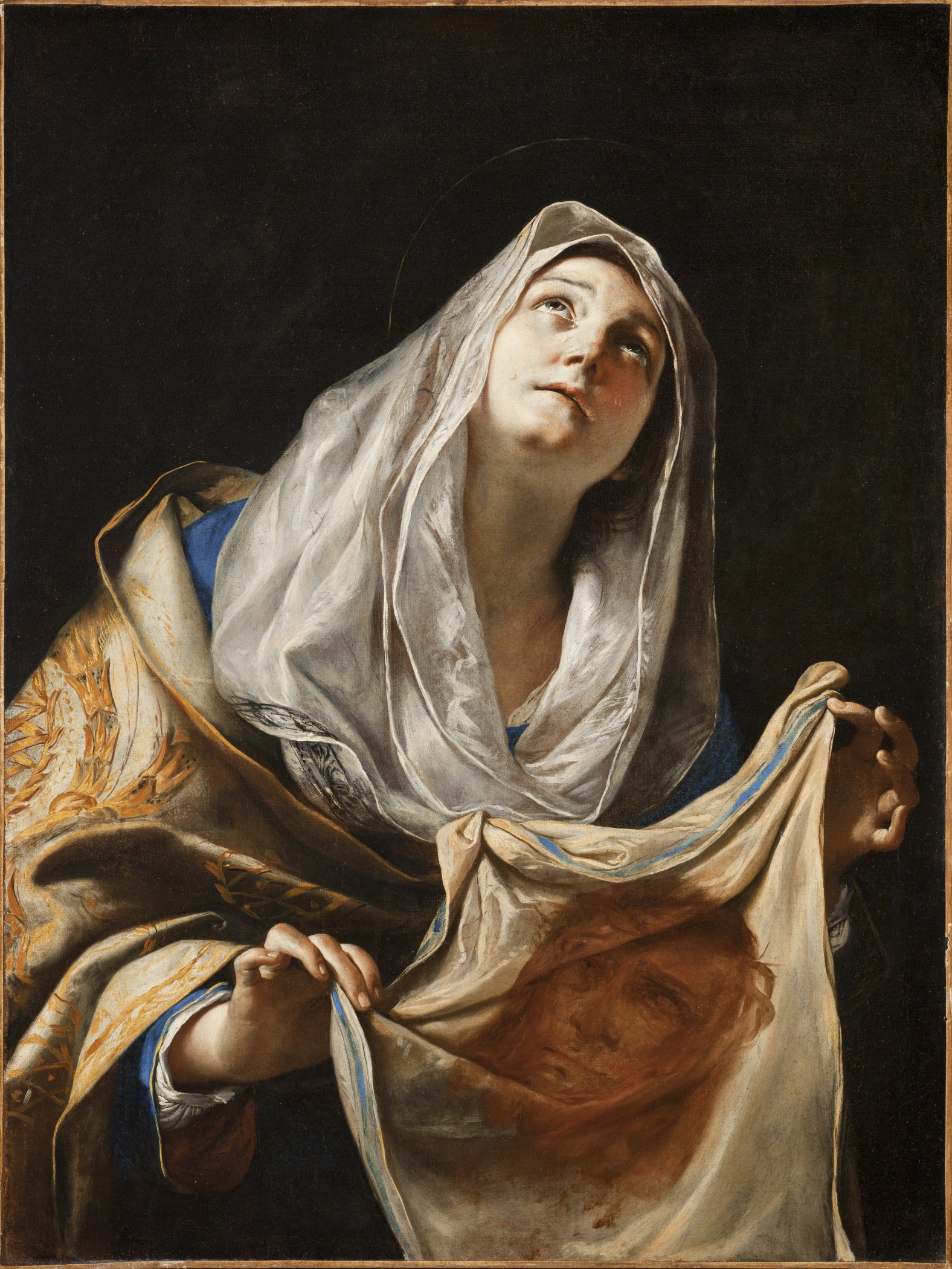
Santa Veronica, Mattia Preti

Veronica è, secondo la tradizione cristiana, la "pia donna" che, vedendo la passione di Gesù che trasportava la croce e il suo volto sporco di sudore e sangue, lo deterse con un panno di lino su cui sarebbe rimasta l'impronta del viso di Gesù (il cosiddetto "velo della Veronica"). È venerata come santa dalla Chiesa cattolica.

## Veronica e l'emorroissa
Il nome Veronica non compare nei vangeli canonici (vangeli accolti della chiesa), dove invece si racconta l'episodio della donna anonima  emorroissa  (dal greco che perde sangue), che, toccando il mantello di Gesù, fu miracolosamente guarita.
È citata per la prima volta nei Vangeli Apocrifi, negli Atti di Pilato (cap. 7), in relazione alla donna che implora Gesù per la guarigione da una emorragia e, riuscendo a toccargli il mantello, guarisce all'istante. L'episodio è narrato anche nel Vangelo di Luca, ma senza riportare il nome della donna. 
Veronica è la traduzione latina del nome greco Berenice, Berenike, dal macedone classico fere nike, e cioè che porta vittoria. Nel passaggio dal greco al latino, l'assonanza del nome "Veronica" con vera icona ("vera immagine") generò nella fantasia popolare la leggenda della "Vera icona" della "Veronica", adattandosi quindi perfettamente alla tradizione medioevale cristiana in merito al volto di Gesù.
Lo storico Eusebio di Cesarea (265-340) racconta che l'emoroissa era originaria di Cesarea di Filippo (l'antica Paneas) e che all'ingresso della sua casa, su una pietra elevata, si trovava raffigurata in rilievo l'immagine di bronzo di una donna in ginocchio con le mani tese in atteggiamento di preghiera e, di fronte, quella di un uomo avvolto in un mantello con la mano tesa verso di lei. Ai piedi di quell'effigie, sulla stessa pietra, cresceva una singolare specie di pianta associata a proprietà terapeutiche.
Dal XV secolo, Veronica è venerata come una delle pie donne che seguirono la crocifissione di Gesù. A Santa Veronica è dedicata la sesta stazione della Via Crucis.
Secondo alcune tradizioni, questa donna sarebbe la stessa che asciugò il volto di Cristo, anche se non vi sono riscontri documentali.
Sempre secondo la tradizione, Veronica votò la propria vita alla diffusione della parola di Gesù e viaggiò per l'Europa, lasciando a Roma il panno di lino, e proseguì in Francia, dove iniziò a prodigarsi per la conversione dei Galli al cristianesimo.

## Il culto

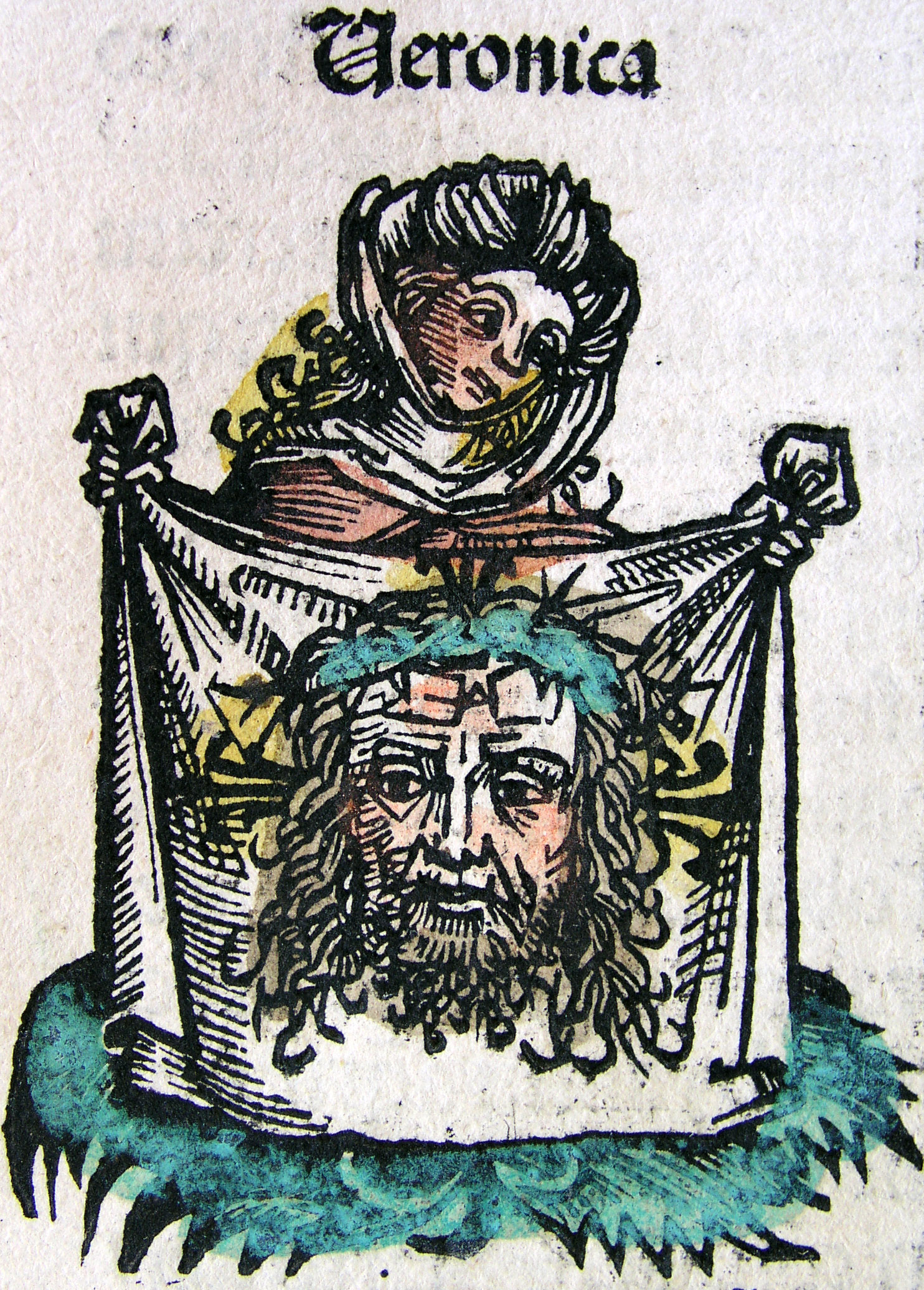
Veronica con l'omonimo velo.

È stata dichiarata santa protettrice della Francia. La santa viene invocata, soprattutto, per fermare la fuoriuscita di sangue dal naso. Protegge donne sterili, guardarobiere, mercanti di lino, fotografi, reporter, informatici e montatori
La commemorazione liturgica ricorre il 12 luglio.